# Patinação artística na Universíada de Inverno de 2007 - Individual masculino
A competição individual masculino da patinação artística na Universíada de Inverno de 2007 foi realizada no Palavela, em Turim, Itália. O programa curto foi disputado no dia 17 de janeiro e a patinação livre no dia 18 de janeiro de 2007.

## Medalhistas
| Ouro   | JPN Daisuke Takahashi |
| Prata  | JPN Nobunari Oda      |
| Bronze | CHN Xu Ming           |

## Resultados

### Geral
| Pos.              | Nome                 | Nacionalidade  | Pontos | PC         | PL          |
| ----------------- | -------------------- | -------------- | ------ | ---------- | ----------- |
| Medalha de ouro   | Daisuke Takahashi    | Japão          | 240.61 | 79.03 (1)  | 161.58 (1)  |
| Medalha de prata  | Nobunari Oda         | Japão          | 224.27 | 75.53 (2)  | 148.74 (2)  |
| Medalha de bronze | Xu Ming              | China          | 189.53 | 62.08 (4)  | 127.45 (3)  |
| 4                 | Gao Song             | China          | 186.59 | 65.05 (3)  | 121.54 (5)  |
| 5                 | Sergei Voronov       | Rússia         | 184.22 | 61.01 (6)  | 123.21 (4)  |
| 6                 | Gregor Urbas         | Eslovênia      | 174.42 | 58.44 (7)  | 115.98 (6)  |
| 7                 | Noriyuki Kanzaki     | Japão          | 174.11 | 61.82 (5)  | 112.29 (9)  |
| 8                 | Wu Jialiang          | China          | 172.76 | 56.89 (9)  | 115.87 (7)  |
| 9                 | Jamal Othman         | Suíça          | 169.47 | 55.21 (10) | 114.26 (8)  |
| 10                | Paolo Bacchini       | Itália         | 159.19 | 54.27 (11) | 104.92 (10) |
| 11                | Konstantin Menshov   | Rússia         | 157.28 | 57.25 (8)  | 100.03 (11) |
| 12                | Michael Peters       | Estados Unidos | 149.18 | 51.74 (14) | 97.44 (12)  |
| 13                | Vladimir Uspenski    | Rússia         | 145.38 | 54.22 (12) | 91.16 (15)  |
| 14                | Mateusz Chruściński  | Polônia        | 144.26 | 53.11 (13) | 91.15 (16)  |
| 15                | Clemens Brummer      | Alemanha       | 142.77 | 48.59 (16) | 94.18 (13)  |
| 16                | Yaroslav Fursov      | Ucrânia        | 141.59 | 49.61 (15) | 91.98 (14)  |
| 17                | Christian Rauchbauer | Áustria        | 133.26 | 44.31 (20) | 88.95 (18)  |
| 18                | Gary Wong            | Canadá         | 132.76 | 44.09 (21) | 88.67 (19)  |
| 19                | Frederik Pauls       | Alemanha       | 130.17 | 46.61 (17) | 83.56 (22)  |
| 20                | Luka Čadež           | Eslovênia      | 129.71 | 39.31 (27) | 90.40 (17)  |
| 21                | Thomas Paulson       | Reino Unido    | 129.08 | 41.26 (24) | 87.82 (20)  |
| 22                | Fabio Mascarello     | Itália         | 128.74 | 44.72 (19) | 84.02 (21)  |
| 23                | Yoann Deslot         | França         | 128.32 | 46.12 (18) | 82.20 (23)  |
| 24                | Jeremy Prevoteaux    | França         | 124.30 | 43.44 (22) | 80.86 (25)  |
| 25                | David Richardson     | Reino Unido    | 122.89 | 40.98 (25) | 81.91 (24)  |
| 26                | Damien Djordjevic    | França         | 119.38 | 38.96 (28) | 80.42 (26)  |
| 27                | Justus Strid         | Suécia         | 118.28 | 39.32 (26) | 78.96 (27)  |
| 28                | Lee Dong-whun        | Coreia do Sul  | 115.13 | 37.39 (30) | 77.74 (28)  |
| 29                | Alexei Bychenko      | Ucrânia        | 114.92 | 41.48 (23) | 73.44 (29)  |
| 30                | Alper Uçar           | Turquia        | 107.01 | 35.75 (31) | 71.26 (30)  |
| 31                | Georgi Kenchadze     | Bulgária       | 104.26 | 38.43 (29) | 65.83 (31)  |
| 32                | Nicholas Menzies     | Austrália      | 78.41  | 25.70 (32) | 52.71 (32)  |
| WD                | Alexandr Kazakov     | Bielorrússia   | —      | — (WD)     |             |

Legenda
| Recorde mundial      | Recorde mundial (World record)               |                       | Recorde africano                      | Recorde africano (African) |                                           | Q | Classificado por posição (Qualified) |
| Recorde olímpico     | Recorde olímpico (Olympic record)            | Recorde da América    | Recorde da América (Americas)         | q                          | Classificado por melhor tempo (Qualified) |   |                                      |
| Melhor marca do ano  | Melhor marca do ano (World leading)          | Recorde asiático      | Recorde asiático (Asian)              | DNS                        | Não largou (Did not start)                |   |                                      |
| Recorde nacional     | Recorde nacional (National record)           | Recorde europeu       | Recorde europeu (European)            | DNF                        | Não terminou (Did not finish)             |   |                                      |
| Recorde pessoal      | Recorde pessoal do atleta (Personal best)    | Recorde da Oceania    | Recorde da Oceania (Oceania)          | DSQ / DQ                   | Desclassificado (Disqualified)            |   |                                      |
| Recorde da temporada | Recorde da temporada do atleta (Season best) | Recorde sul-americano | Recorde sul-americano (South America) | NM                         | Sem marca (No mark)                       |   |                                      |